# علقيات خرطومية
العلقيات الخرطومية أو علقيات عديمة الفك (الاسم العلمي: Rhynchobdellida)، مجموعة حيوانات تصنف في الوقت الحالي كرتبة من طويئفة العلقيات.